# GPR81
G protein-spregnuti receptor 81, ili GPR81, je protein koji je kod čoveka kodiran  genom.
G protein spregnuti receptori poput GPR81, sadrže 7 transmembranskih domena i prenose ekstracelularne signale putem heterotrimernih G proteina.
Laktat aktivira GPR81 receptor, koji zatim inhibira lipolizu u ćelijama masnog tkiva.

## Literatura
1. 1 2  „Entrez Gene: GPR81 G protein-coupled receptor 81”.
2. ↑  Lee DK, Nguyen T, Lynch KR, Cheng R, Vanti WB, Arkhitko O, Lewis T, Evans JF, George SR, O'Dowd BF (2001). „Discovery and mapping of ten novel G protein-coupled receptor genes”. Gene. 275 (1): 83—91. PMID 11574155. doi:10.1016/S0378-1119(01)00651-5.
3. ↑  Liu C, Wu J, Zhu J, Kuei C, Yu J, Shelton J, Sutton SW, Li X, Yun SJ, Mirzadegan T, Mazur C, Kamme F, Lovenberg TW (2009). „Lactate inhibits lipolysis in fat cells through activation of an orphan G-protein-coupled receptor, GPR81”. J. Biol. Chem. 284 (5): 2811—22. PMID 19047060. doi:10.1074/jbc.M806409200.
4. ↑  Cai TQ, Ren N, Jin L, Cheng K, Kash S, Chen R, Wright SD, Taggart AK, Waters MG (2008). „Role of GPR81 in lactate-mediated reduction of adipose lipolysis”. Biochem. Biophys. Res. Commun. 377 (3): 987—91. PMID 18952058. doi:10.1016/j.bbrc.2008.10.088.

## Dodatna literatura
- Takeda S; Kadowaki S; Haga T;  . (2002). „Identification of G protein-coupled receptor genes from the human genome sequence.”. FEBS Lett. 520 (1-3): 97—101. PMID 12044878. doi:10.1016/S0014-5793(02)02775-8.
- Strausberg RL; Feingold EA; Grouse LH;  . (2003). „Generation and initial analysis of more than 15,000 full-length human and mouse cDNA sequences.”. Proc. Natl. Acad. Sci. U.S.A. 99 (26): 16899—903. PMC 139241 . PMID 12477932. doi:10.1073/pnas.242603899.
- Mao M; Biery MC; Kobayashi SV;  . (2005). „T lymphocyte activation gene identification by coregulated expression on DNA microarrays.”. Genomics. 83 (6): 989—99. PMID 15177553. doi:10.1016/j.ygeno.2003.12.019.
- Gerhard DS; Wagner L; Feingold EA;  . (2004). „The status, quality, and expansion of the NIH full-length cDNA project: the Mammalian Gene Collection (MGC).”. Genome Res. 14 (10B): 2121—7. PMC 528928 . PMID 15489334. doi:10.1101/gr.2596504.